# Anna Přemyslovna (1290-1313)
Anna Přemyslovna, numită și Anna de Boemia (n. 15 octombrie 1290, Praga – d. 3 septembrie 1313, Ducatul Carintia), aparținând familiei Přemyslid, a fost cea mai mare fiică supraviețuitoare a lui Venceslau al II-lea al Boemiei și al Poloniei și a primei lui soții Iudita de Habsburg. Frații ei au fost Elisabeta de Boemia și Venceslau al III-lea al Boemiei.

## Familia
Anna s-a născut în 1290 la Praga în Regatul Boemiei. Mama ei, Judita de Habsburg, a murit în 1297 când Anna avea șapte ani. Dintre cei zece copii ai mamei ei, doar patru au atins vârsta maturității: Venceslau, Anna, Elisabeta și Margareta.
În 1300, tatăl văduv al Annei, Venceslau al II-lea, s-a recăsătorit cu prințesa poloneză Elisabeta Richza aparținând dinastiei Piast. Urmarea acestei căsătorii tatăl Annei a devenit rege al Poloniei pentru următorii cinci ani (el a murit în 1305). Cei doi au avut o fiică: Agnes de Boemia (1305–1337).
Tatăl Annei a avut, de asemenea, numeroși copii ilegitimi, între care Jan Volek (d. 27 septembrie 1351) care a fost episcop de Olomouc.

## Căsătoria
În 1306 Anna s-a căsătorit cu Henric de Carintia, fiul lui Meinhard al II-lea, duce de Carintia și al Elisabetei de Bavaria.
După ce în 1306 fratele Annei, Venceslau al III-lea, a fost asasinat, soțul ei a fost ales rege al Boemiei și rege titular al Poloniei. Curând însă puterea în Boemia a fost preluată de Rudolf de Habsburg. Anna și Henric de Carintia, au părăsit Praga plecând în exil în Carintia. Rudolf a domnit doar un an, iar la moartea sa în 1307 Henric a preluat din nou tronul Boemiei.
Cuplul regal și-a îndreptat atenția spre Elisabeta sora mai tânără a Annei. Ei intenționau să o căsătorească cu Otto de Bergow, dar Elisabeta s-a opus fiind susținută de nobilimea boemă. În 1310 ea s-a căsătorit cu Ioan de Luxemburg, care a ocupat Praga în luna decembrie a aceluiași an. Anna și Henric au plecat din nou în exil în Carintia. Anna nu și-a mai revăzut patria vreodată. Ea murit pe 3 septembrie 1313 într-un castel din Carintia la doar douăzeci și doi de ani fără a avea copii. A fost înmormântată în Mănăstirea Călugărilor Dominicani din Bozen. Soțul ei s-a mai căsătorit ulterior de două ori.